# Đỏ son
 #E34234 

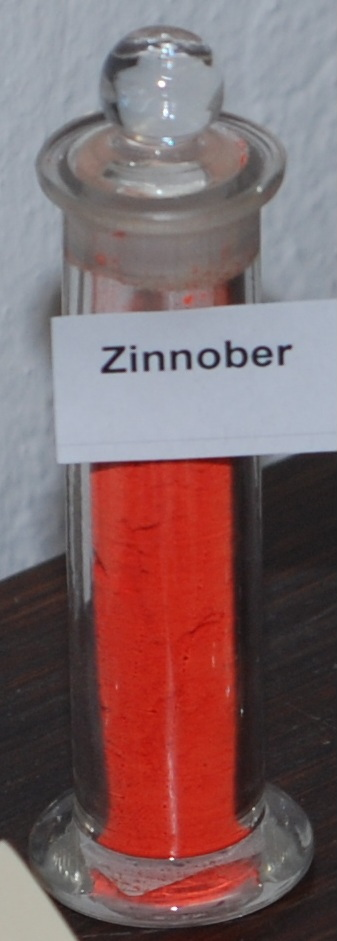
Bột màu đỏ son, bộ sưu tập bột màu lịch sử, Đại học Kỹ thuật Dresden, Đức.

Đỏ son (vermilion) hay đỏ chu sa là tên gọi của màu sắc đa số người cảm nhận khi nhìn vào hình bên. Đỏ son là màu rất giống như màu đỏ. Nó có màu đỏ tươi nhưng có ánh màu da cam rất nhẹ. Gọi là màu đỏ son do màu của một số loại son đỏ rất giống như vậy.
Nó đồng thời cũng là tên gọi của một loại thuốc màu có nguồn gốc từ khoáng vật chu sa. Nó được sử dụng rộng rãi trong nghệ thuật và trang trí của La Mã cổ đại, trong các sách chép tay được minh họa thời Trung cổ, trong hội họa thời kỳ Phục Hưng, làm sindoor tại Ấn Độ, cũng như trong nghệ thuật và đồ sơn mài tại Trung Quốc.

## Hóa học và sản xuất
Bột màu đỏ son là chất màu trong mờ,nặng với sắc thái tươi và trong. Bột màu này nguyên được làm bằng cách nghiền mịn khoáng vật chu sa (thủy ngân(II) sulfide). Giống như phần lớn các hợp chất của thủy ngân, nó rất độc hại.
Bột màu đỏ son không phải là một sắc thái màu cụ thể; thủy ngân sulfide tạo ra một loạt các sắc thái nóng, từ đỏ cam tươi tới tía ánh đỏ xỉn hơn,trông tương tự như gan vịt tươi. Các khác biệt về sắc thái là do kích thước các hạt bột đã nghiền mịn. Các tinh thể lớn hơn tạo ra màu xỉn hơn và ít sắc cam hơn.
Bột màu chu sa là một phụ phẩm trong khai thác mỏ thủy ngân, và việc khai thác mỏ chu sa là khó khăn, tốn kém và nguy hiểm, do độc tính của thủy ngân. Nhà triết học Hy Lạp Theophrastus xứ Eresus (371–286 TCN) mô tả quá trình này trong "De Lapidibus", cuốn sách khoa học đầu tiên về khoáng vật. Đã có các cố gắng từ rất sớm nhằm tìm ra cách thức tốt hơn để sản xuất bột màu này.
Người Trung Quốc có lẽ là những người đầu tiên làm ra bột màu đỏ son tổng hợp từ thế kỷ 4 TCN. Nhà giả kim thuật Hy Lạp Zosimos xứ Panopolis (thế kỷ 3–4) viết rằng một phương pháp như thế đã tồn tại. Đầu thế kỷ 9 quá trình này đã được nhà giả kim thuật Ba Tư Jabir ibn Hayyan (722–804) mo tả chính xác trong sách của ông về các công thức màu, và quá trình này đã bắt đầu được sử dụng rộng rãi tại châu Âu.
Quá trình được Jabir ibn Hayyan mô tả là khá đơn giản. Thủy ngân và lưu huỳnh được trộn cùng nhau tạo ra một hợp chất thủy ngân sulfide màu đen, gọi là Aethiopes mineralis. Chất này sau đó được nung trong bình thót cổ. Hợp chất này bay hơi và ngưng tụ lại ở phía trên của bình thót cổ. Bình này sau đó được đập vỡ và lấy ra cục màu đỏ son để đem nghiền. Khi mới được tạo ra nó có màu gần như đen, nhưng khi được nghiền thì màu đỏ sẽ xuất hiện. Bột màu càng được nghiền lâu thì màu càng tinh tế hơn. Họa sĩ người Ý thời Phục Hưng là Cennino Cennini (khoảng 1360 - trước 1427) viết rằng: "nếu bạn có thể nghiền nó mỗi ngày trong hai mươi năm thì nó càng tốt hơn và hoàn hảo hơn".
Trong thế kỷ 17 một phương pháp mới sản xuất bột màu này được giới thiệu, gọi là 'phương pháp Hà Lan'. Thủy ngân và lưu huỳnh nóng chảy được phối trộn để tạo ra thủy ngân sulfide màu đen, sau đó nung nóng trong bình cổ cong, tạo ra hơi được ngưng tụ như là thủy ngân sulfide màu đỏ tươi. Để loại bỏ lưu huỳnh thì các tinh thể này được xử lý bằng chất kiềm mạnh, rửa sạch và cuối cùng nghiền trong nước để tạo ra dạng bột thương phẩm của chất màu này. Ngày nay bột màu này về cơ bản vẫn được sản xuất theo quy trình này.
Bột màu đỏ son có một khuyết điểm quan trọng: nó có khả năng sẫm màu hoặc phát triển ánh bề mặt màu xám ánh tía. Cennino Cennini viết: "Hãy nhớ... rằng đặc tính của nó là khong nên cho tiếp xúc với không khí, nhưng nó có khả năng chống lại trên tấm ốp panen hơn là trên tường, vì khi nó được sử dụng và sắp đặt trên tường, theo thời gian nằm trong không khí, nó chuyển sang màu đen". Nghiên cứu mới hơn chỉ ra rằng các ion clo và ánh sáng có thể hỗ trợ sự phân hủy màu đỏ son thành thủy ngân nguyên tố, có màu đen ở dạng phân tán mịn.
Bột màu đỏ son là chất màu đỏ chính được các họa sĩ châu Âu sử dụng từ thời Phục Hưng tới thế kỷ 20. Tuy nhiên, vì giá thành và tính độc hại của nó, nó gần như đã được thay thế hoàn toàn bằng một chất màu tổng hợp mới là đỏ cadmi trong thế kỷ 20.
Bột màu đỏ son chính hiệu ngày nay hầu hết có xuất xứ từ Trung Quốc; nó là thủy ngân sulfide tổng hợp, được dán nhãn trên các ống sơn là PR-106 (Sắc tố đỏ 106). Chất màu tổng hợp này có chất lượng cao hơn màu đỏ son được làm từ chu sa nghiền, do lẫn nhiều tạp chất. Chất màu này là rất độc, và cần được sử dụng cẩn thận.